# Blues of Desperation
Blues of Desperation – dwunasty album studyjny amerykańskiego gitarzysty blues-rockowego Joe Bonamassa. Wydawnictwo ukazało się 25 marca 2016 roku nakładem wytwórni muzycznej J&R Adventures.
Tak, jak jego poprzedni solowy album Different Shades of Blue, także ten zawiera oryginalny materiał artysty. Podążając za słowami Bonamassy: „Chciałbym, aby ludzie słyszeli moją ewolucję, jako blues-rockowego muzyka” oraz „[...] ktoś kto nie spoczywa na lurach i kto zawsze brnie do przodu zastanawiając się, jak muzyka może ewoluować i być istotna.” i patrząc z perspektywy lat na jego twórczość mając w tle najnowszy album z pewnością ową ewolucję się dostrzega. Joe bowiem nie pozostaje w miejscu i proponuje swym kolejnym albumem porcję świeżego bluesa. Jak zwykle wydawnictwo opatrzone jest ręką Kevin Shirley, który nadaje temu odpowiedni tor, sprawiając iż dopełnia idealnie całość.
Nagrania uzyskały w Polsce certyfikat złotej płyty.

## Lista utworów
Opracowano na podstawie materiału źródłowego.
| Nr  | Tytuł utworu                                 | Autorzy                                      | Długość |
| --- | -------------------------------------------- | -------------------------------------------- | ------- |
| 1.  | „This Train”                                 | Joe Bonamassa, James House                   | 4:21    |
| 2.  | „Mountain Climbing”                          | Joe Bonamassa, Tom Hambridge                 | 5:44    |
| 3.  | „Drive”                                      | Joe Bonamassa, James House                   | 5:48    |
| 4.  | „Not Good Place for The Lonely”              | Joe Bonamassa, Gary Nicholson                | 8:39    |
| 5.  | „Blues of Desperation”                       | Joe Bonamassa, James House                   | 6:28    |
| 6.  | „The Valley Runs Low”                        | Joe Bonamassa, James House                   | 4:04    |
| 7.  | „You Left Me Nothin' But Bill And The Blues” | Joe Bonamassa, James House                   | 4:11    |
| 8.  | „Distant Lonesome Train”                     | Joe Bonamassa, Tom Hambridge                 | 5:54    |
| 9.  | „How Deep This River Runs”                   | Joe Bonamassa, James House                   | 6:31    |
| 10. | „Livin' Easy”                                | Joe Bonamassa, Jeffrey Steele, Jerry Flowers | 4:38    |
| 11. | „What I've Known For A Very Long Time”       | Joe Bonamassa                                | 5:34    |
|     |                                              |                                              | 1:01:52 |

## Twórcy
Opracowano na podstawie materiału źródłowego.

- Jeff Bova – aranżacje smyczków
- Juanita Tippins, Mahalia Barnes, Jade MacRae – wokal wspierający
- Michael Rhodes – gitara basowa
- Anton Fig, Greg Morrow – perkusja, instrumenty perkusyjne
- Jared Kvitka – inżynieria dźwięku
- Roy Weisman – producent wykonawczy
- Joe Bonamassa – wokal prowadzący, gitara elektryczna, gitara akustyczna
- Bob Ludwig – mastering
- Kevin Shirley – miksowanie, produkcja muzyczna, realizacja nagrań
- Reese Wynans – organy, pianino
- Zack DeWall – realizacja nagrań
- Derek Harville, Tony Sanders – asystenci realizatora nagrań
- Mark Douthit, Paulie Cerra – saksofon
- Brent Spear – obsługa techniczna
- Lee Thornburg – trąbka, aranżacje sekcji dętej

## Pozycje na listach
| Lista (2016)                        | Najwyższa pozycja |
| ----------------------------------- | ----------------- |
| Australia (ARIA)                    | 17                |
| Austria (Ö3 Austria Top 40)         | 3                 |
| Belgia (Ultratop Flandria)          | 14                |
| Belgia (Ultratop Walonia)           | 16                |
| Finlandia (Suomen virallinen lista) | 15                |
| Francja (SNEP)                      | 22                |
| Holandia (MegaCharts)               | 2                 |
| Irlandia (IRMA)                     | 45                |
| Kanada (Canadian Hot 100)           | 17                |
| Niemcy (Media Control Charts)       | 3                 |
| Norwegia (VG-lista)                 | 9                 |
| Nowa Zelandia (Recorded Music NZ)   | 16                |
| Polska (OLiS)                       | 8                 |
| Stany Zjednoczone (Billboard 200)   | 12                |
| Szwajcaria (Schweizer Hitparade)    | 1                 |
| Szwecja (Sverigetopplistan)         | 9                 |
| Wielka Brytania (OCC)               | 3                 |
| Włochy (FIMI)                       | 17                |